# Zombies (jeu de rôle)
Zombies est un jeu de rôle sur table français d'horreur humoristique publié par Judaprod en 2000. Il propose de jouer dans un univers constituant une parodie des films de zombies de série Z. 

## Histoire éditoriale
Zombies, sous-titré "Pour des soirées mortelles", est écrit par David Bauwens, Julien Lebbe et Marco et illustré par David Bauwens. Il est publié par l'éditeur français Judaprod en septembre 2000. Le livre de base prend la forme d'un livre au format A4 de 256 pages en noir et blanc, sous une couverture rigide. Le jeu et ses suppléments sont diffusés par Siroz - Asmodée.
Le jeu est suivi de plusieurs suppléments :
- Écran mortel en 2000 (l'écran du meneur de jeu).
- Fait des Râles en 2000 (un supplément d'univers).
- Momies en février 2001 (un supplément d'univers et de règles inspiré des films de momies).
- Os & Cultes en avril 2001 (autre supplément d'univers et de règles).
- Scenatorium en juillet 2001 (un recueil de six scénarios).

## Univers
Zombies se déroule dans un univers d'anticipation à court terme situé en 2010 qui relève du post-apocalyptique, car la Terre a été ravagée par un conflit nucléaire entre les grandes puissances. La Russie a été dévastée, les États-Unis mènent une politique isolationniste, la grande puissance émergente est l'Australie. Le monde est infesté de zombies de différents types issus de multiples incidents ou manipulations magiques. Les raisons exactes de leur apparition ne sont pas claires et l'écart est grand entre la vérité officielle diffusé par les États et les faits réels que les personnages-joueurs peuvent éventuellement élucider.

## Règles
Le système de simulation de Zombies est assez proche du Basic Roleplaying System de Chaosium alors très répandu. Un personnage est défini par 10 caractéristiques et par des compétences. La plupart des jets de dés sont des jets de pourcentages faits avec un dé 100 simulé par deux dés à 10 faces : un joueur doit obtenir avec les dés un résultat inférieur à son pourcentage de compétence. Cependant, d'autres jets de dés impliquant l'utilisation de dés à quatre, six ou huit faces peuvent intervenir dans certains points de règles. Plusieurs compétences sont humoristiques, comme "Borné", "Attendrir" (réservé aux personnages d'enfants), "Pitié" et "Sénilité" (réservées aux personnages de vieillards).